# Caldene
Caldene, (dal greco Xαλδηνη) o Giove XXI, è un satellite naturale irregolare del pianeta Giove.

## Scoperta
È stato scoperto nel 2000 da una squadra di astronomi dell'Università delle Hawaii guidata da Scott S. Sheppard, ed ha ricevuto la designazione provvisoria di S/2000 J 10.

## Denominazione
Ha ricevuto la denominazione ufficiale nell'ottobre 2002 in riferimento a Caldene, che nella mitologia greca è stata una conquista amorosa di Zeus, dalla quale ebbe come figlio Solimo, compagno di Enea.

## Caratteristiche
Caldene è caratterizzata da un movimento retrogrado ed appartiene al gruppo di Carme, composto da satelliti retrogradi ed irregolari che orbitano attorno a Giove ad una distanza compresa fra i 23 e 24 milioni di chilometri, con un'inclinazione orbitale pari a circa 165°.

## Parametri orbitali
Caldene ha un diametro di circa 3,8 km e orbita attorno a Giove in 759,88 giorni, a una distanza media di 22,713 milioni di km, con un'inclinazione di 167° rispetto all'eclittica (169° rispetto al piano equatoriale di Giove), con moto retrogrado e un'eccentricità orbitale di 0,2916.